# Catualda
Catualda (Catwalda) fou un cabdill de la tribu germànica dels gotons. Va haver de fugir de la violència de Marabod, però quan el poder d'aquest va començar a declinar, va reunir un gran nombre de guerrers i va envair el país dels marcomans. Marabod va haver de fugir creuant el Danubi i va demanar la protecció de l'emperador romà Tiberi el 19. Catualda no va gaudir molt de temps del poder doncs fou derrotat pels hermundurs sota el seu cabdill Vibili (Vibilius) i fet presoner essent enviat als romans que el van retenir a Forum Julium a la Gàl·lia Narbonesa.